# ららぽーと台北南港
ららぽーと台北南港（ららぽーとたいぺいなんがん、中国名:ららぽーと南港）は、台北市南港区に所在する三井不動産商業マネジメントが経営するショッピングセンターである。

## 交通
- 南港展覧館駅
- 南港軟体園区駅